# Операція «Верітебл»
Операція «Верітебл» (Маас-Рейнська операція) (8 лютого — 24 березня 1945) — стратегічна військова операція військ союзників проти німецької армії з метою вторгнення в західну Німеччину і очищення території між річками Маас і Рейн та вихід до другого. У західній літературі її також називають «Рейнландська кампанія» («Rhineland Campaign»).

## Передісторія
Відповідно до плану, затвердженого учасниками Мальтійської конференції, головнокомандувач союзними військами на Західному фронті Д. Ейзенхауер 1 лютого віддав наказ 21-й групі армій не пізніше 8 лютого почати операцію з очищення території між Маасом і Рейном.
План союзного командування полягав у тому, щоб ударами 1-й канадської армії на південь від Арнема та 9-ї американської армії на північний схід від Венло прорвати німецьку оборону, розгромити противника і зайняти всю територію на захід від Рейну. В центрі смуги 21-ї групи армій мали наступати на схід війська 2-й англійської армії.
12-та група армій мала наступати в центрі в напрямі на міста Кельн, Ремаген, Кобленц, Оппенгайм, і на район Саар — із території Бельгії та Люксембургу. 6-та група армій мала наступати на Верхньому Рейні, з території Ельзасу.

## Розташування сил

### Союзники
- 21-ша група армій (Б. Монтгомері) — 29 дивізій
  - 1-ша канадська армія (Г. Крерар)
  - 2-га англійська армія (М. Демпсі)
  - 9-та американська армія (У. Сімпсон)
- 12-та група армій (О. Бредлі) — 24 дивізії
  - 1-я американська армія (К. Ходжес)
  - 3-тя американська армія (Дж. Паттон)
  - 15-я американська армія (Л. Джероєн)
- 6-та група армій (Дж. Деверс) — 21 дивізія
  - 7-я американська армія (А. Патч)
  - 1-ша французька армія (Ж. де Латтр де Тассіньї)

### Німеччина
- Група армій «B» (В. Модель)
  - 7-ма армія (Е. Бранденбергер)
  - 15-та армія (Г. Занга)
  - 5-та танкова армія (Х. Мантойфеля)
  - 6-та танкова армія СС (Й. Дітріх)
- Група армій «H» (Й. Бласковіц)
  - 25-та армія
  - 1-я парашутна армія
- Група армій «G» (П. Хауссер)
  - 1-ша армія
  - 19-та армія

## Перший етап операції (8— 25 лютого 1945)
8 лютого 1-ша і 3-тя американські армії почали наступ на землю Рейнланд-Пфальц у Німеччині.
8 лютого 30-й корпус перейшов у наступ, подолав смугу забезпечення противника і вийшов до лінії Зігфріда. На кінець 13 лютого союзні війська оволоділи містом Клеве, просунувшись до 30 км. Надалі наступ 9-ї американської армії призупинилося через те, що в ряді районів низинну місцевість затопили дощі.
10 лютого німецьке командування наказало відкрити шлюзи та підірвати греблі на річці Рур, що змусило союзників відкласти початок наступу 9-ї американської армії на два тижні.
До 3-ї декади лютого вода в річці Рур спала. 23 лютого союзні війська форсували Рур. 23-25 лютого союзники розширили плацдарм до 32 км по фронту і близько 16 км в глибину, оволодівши містом Еркеленц.

## Другий етап операції (26 лютого— 24 березня 1945)
26 лютого 1-ша канадська армія почала наступ, тобто розпочала здійснення другого етапу операції. Положення німецьких військ на лівому березі Рейну ставало дедалі безнадійним. 2 березня 9-та американська армія вийшла до Рейну в районах Нейса і на схід Крефельда, а 3 березня зайняла Гельдерн, де з'єдналася з частинами 1-й канадської армії, які наступали з півночі.
1-ша і 3-тя американські армії, просуваючись через гірське плато Ейфель, до 5 березня захопили місто Трір, подолали річки Мозель, Саар, Кіллі, а до 10 березня повністю очистили лівий берег річки Мозель. 5 березня 1-ша армія США атакувала Кельн, і захопила його лівобережну частину, але всі мости через Рейн в Кельні німці підірвали, і частину Кельна на правому березі Рейну взяли тільки до 12 квітня, в ході Рурської операції.
7 березня американська 9-та танкова дивізія з 1-ї армії захопила залізничний міст біля міста Ремаген, і переправившись на правий берег Рейну, закріпилася на ньому. Протягом тільки одного дня американці перекинули на правий берег по цьому мосту 5 дивізій.
До 10 березня німці, які зазнали важких втрат в людях і техніці, відступили на правий берег Рейну.
Війська, що переправилися через Рейн успішно розширювали плацдарм, коли вранці 24 березня розпочалося викидання повітряного десанту, яка була передбачена планом командування. У ній брало участь 1700 транспортних літаків і 1300 планерів. Десантні літаки і планери супроводжували 900 винищувачів, а ще 2100 винищувачів патрулювали над районом висадки. Крім того, 2500 тяжких та 820 середніх бомбардувальників під час викидання десанту завдали удар по аеродромах, мостам і інших об'єктів Північно-Східної Німеччини.
Десант, який налічував 21 000 осіб, був викинутий на парашутах або висаджений на планерах. Після приземлення десанту з 240 бомбардувальників «Ліберейтор» було скинуто 580 тонн вантажів. Частини десанту захопили ряд населених пунктів і лісовий масив на північ від Везеля. Було взято в полон близько 3500 солдатів і офіцерів противника. Від зенітного вогню та інших засобів противника 160 осіб було вбито, 500 поранено і 840 зникло безвісти. Союзники втратили 53 літаки і 50 планерів.
При переправі 9-та армія втратила 41 людину вбиту та 450 пораненими, 7 солдатів зникли безвісти. У наступні дні вона, не зустрічаючи серйозного опору противника, просувалася вже в глиб Німеччини.
До 24 березня 6-та група армій очистила західний берег Рейну в своєму секторі. На цьому закінчилася операція «Верітебл».

## Підсумки
У результаті операції союзники захопили плацдарм на лівому березі Рейну й 7-26 березня на різних ділянках фронту переправилися через Рейн:
1. 7 березня: 1-ша американська армія — по залізничному мосту в місті Ремаген.
2. 22 березня: третя американська армія — плавом на човнах біля міста Оппенхейм.
3. 23-24 березня: 2-га англійська, 1-ша канадська та 9-та американська армії — в секторі міста Везель.
4. 26 березня: 7-ма американська та 1-ша французька армії — біля міста Манхейм на Верхньому Рейні.